# Uduba rakotofrah
Uduba rakotofrah is een spinnensoort uit de familie Udubidae. De soort komt voor in Madagaskar.